# Flagge der Republika Srpska

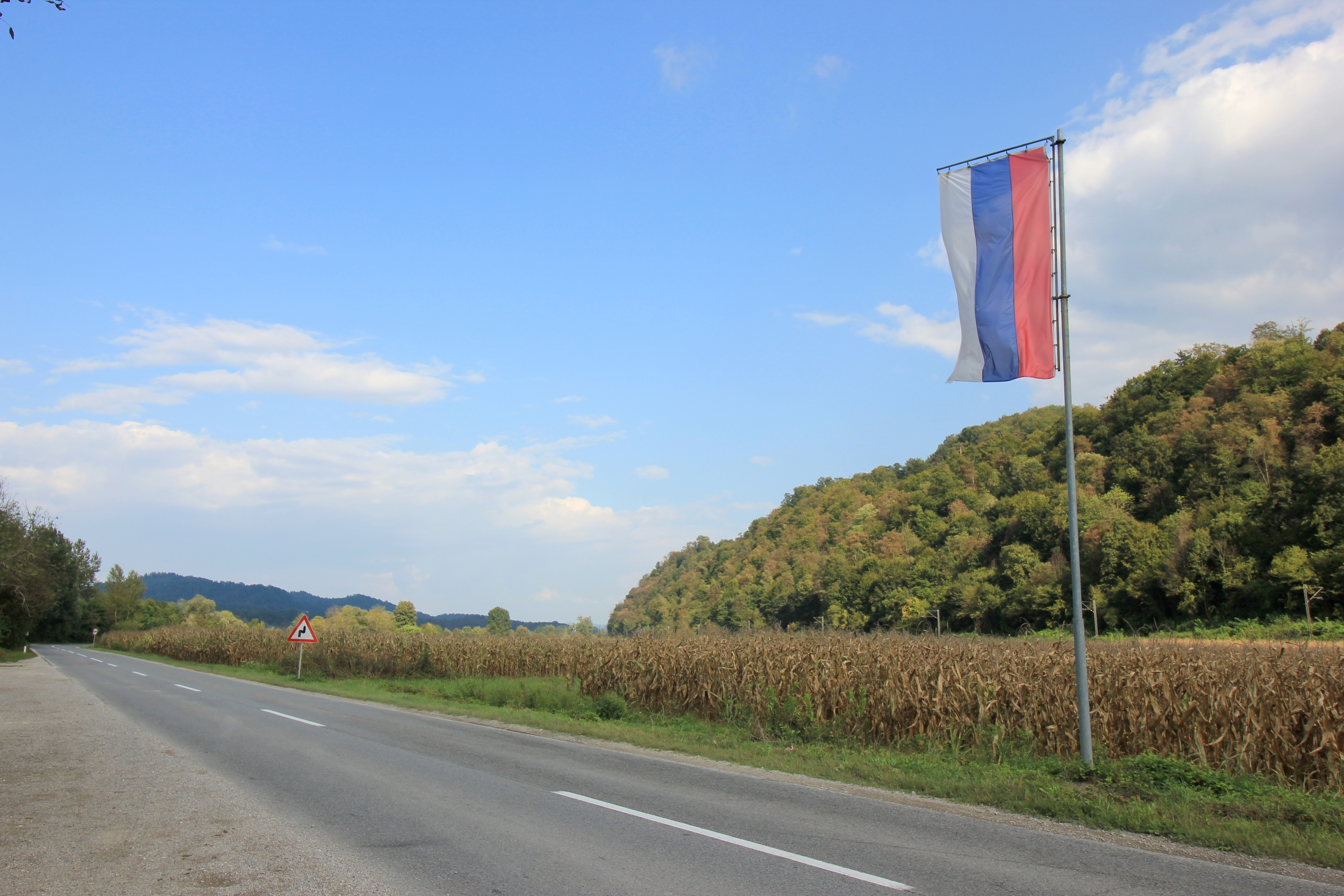
Flagge der Republika Srpska an der Magistralstraße M-14

Die Flagge der Republika Srpska in Bosnien und Herzegowina steht in der Tradition der Flagge Serbiens.

## Beschreibung
Die 1992 angenommene Flagge besteht aus einer Trikolore in Rot, Blau und Weiß, den Panslawischen Farben. Im Gegensatz zur Flagge Serbiens wird sie offiziell nicht mit zusätzlichen Symbole wie Emblem oder Doppeladler verwendet. Zudem weichen die Farbtöne leicht ab und das Seitenverhältnis beträgt, wie bei den Flaggen in der ehemaligen Sozialistischen Föderativen Republik Jugoslawien, 1:2 und nicht 2:3 wie in Serbien.
Inoffiziell wurde die Flagge immer wieder mit verschiedenen Symbolen versehen, wie dem Serbischen Kreuz des heiligen Sava.

## Weitere Flaggen in der Republika Srpska
Die Gemeinden in der Republika Srpska verwenden eigene Flaggen.
Es gibt auch weitere Flaggen der Republika Srpska, welche von verschiedenen Institutionen genutzt wurden oder werden:

Standarte des Premierministers 1995–2007
Standarte des Präsidenten des Parlaments 1995–2007
Standarte des Präsidenten 1995–2007
Standarte des Präsidenten seit 2007
Flagge mit dem serbischen Kreuz, die häufig von bosnischen Serben und der Serbisch-Orthodoxen Kirche in der Republika Srpska verwendet wird